# كلية الطب البشري بجامعة دمشق
كلية الطب بجامعة دمشق هي إحدى كليات جامعة دمشق، تقع الكلية في منطقة المزة غربي دمشق، ضمن مجمع كليات الطب والآداب.

## لمحة تاريخية
المدرسة الطبية العثمانية في دمشق 1901
1.الدافع والقرار:
•لاحظ العثمانيون دور المدارس الطبية والعلمية الأخرى التي افتتحها محمد علي باشا وكذلك المدرستان الطبية (الاميركية البروستانتية، والفرنسية اليسوعية) في بيروت بشكل خاص، كانت نواة الجامعات وصرحًا حضاريًا، فصار ينظر اليهم كسبب في تأخر نشر العلم في الولايات العربية
اصدر السلطان عبد الحميد الثاني فرماناً ذو اهمية كبيرة يقضي بإنشاء المدرسة الطبية في دمشق وبعض الكليات الأخرى، وتعد تابعة لجامعة العثمانية في الأستانة وتعلم باللغتين لعربية والتركية، لتنافس تلك المدارس الطبية، تحد من نفوذها السياسي التي كانت تقوم به كل من أمريكا وفرنسا من خلالهما نشر العلم
2.الجهود والتنفيذ:
بوشر فورا في اختيار الموقع المناسب
فوقع على قصور الزيور باشا في الصالحية، وتم تجهيزه بالقاعات الدراسية والمخابر اللازمة منها مخبر العلوم الطبيعية، وعلم الاحياء، ومخابر الكيمياء والعقاقير... وغيرها
وجعل الاسم الرسمي لها (المدرسة الطبية) وجعلت تضم متخصصين من العلوم الطبية هما (الطب والصيدلة)، والتعليم باللغة العثمانية التركية التي كانت اللغة الرسمية آنذاك
حددت مدة الدراسة فيك بست سنوات تقسم لمرحلتين مدتها اربع سنوات ويتم فيها تدريس المواد النظرية مع العملي الذي خصص له جزء من بعض المواد، المرحلة الثانية ومدتها سنتان يقضيها الطالب في الدروس السريرية التي كانت تلقى على الطلاب في المعهد وتنفذ في المشافي العامة وعرف بمشفى الغرباء.. وصار تابعاً للمعهد الطبي
3.الصعوبة والتحديات:
•زاد الاقبال على المدرسة الطبية، فضاق المكان بها وبالكليات المحدثة، فحاولت الدولة التوسع في الأبنية ولكن الوضع العام لم يسمح بسبب قدوم الحرب العالمية الأولى.
•ثم توقفت المدرسة الفرنسية في بيروت اربع سنوات ثم نتيجة للحرب قررت الحكومة العثمانية اغلاقها نهائياً وذلك بعد ان تخرج منه 262 طالباً موزعين على فرعي الطب والصيدلة، فاجتمع الطلبة وبعض مفكري البلاد، وقرروا مطالبة الحكومة العربية الاي تولت القيادة في دمشق بأعادة افتتاحه.
•وافقت الحكومة العربية على إعادة الافتتاح، تحت اسم (المعهد الطبي العربي)، وحولت التدريس إلى اللغة العربية، واختير الدكتور رضا سعيد مديرًا له، واعادت مقرها إلى دمشق في حين رجعت المدرسة الفرنسية إلى مقرها في بيروت، وعاودت العمل به.
•بوشر ببناء مدرج كبير وقاعات تدريسية متعددة ومجاورة للمشفى العام الذي صار يتبع للمعهد الطبي، مما أسهم في رفع مكانة هذا المشفى، فصارت محط ثقة للمرضى، وأسهم في تغيرها الاهتمام بها من قبل إدارة المعهد ونجاح العلاج فيها، ووجود مجموعة من الاطباء والاساتذة الذين يدرّسون بالجامعة، ويشرفون على طلابهم والمرضى في المشفى التي اضحت بعد بضع سنوات واحدة من أهم المشافي على الصعيد العربي.
•عند دخول المستعمر الفرنسي لدمشق حاول إلغاء المعهد الطبي بدمشق والتركيز على الكلية الفرنسية اليسوعية والصيدلة في بيروت.
•لكن القائمين على المعهد الطبي ومنهم مديرها رضا سعيد تمسكوا بها واستمر المعهد بالتدريس وصار ضمن إطار الجامعة وأطلق عليها الجامعة السورية
التي تعتبر نواة جامعة دمشق عام 1903 بأسم المدرسة الطبية حيث تألفت المدرسة من فرعين
1. الطب البشري
2. الصيدلة

انتقلت المدرسة الطبية إلى بيروت عام 1915 لتتخذ من مبنى المدرسة الطبية اليسوعية مقرًا لها لتفتتح المدرسة الطبية من جديد في دمشق بعد انسحاب العثمانيين من بلاد الشام عام 1918 لتسمى بالمعهد الطبي العربي وأعتمدت اللغة العربية لغة للتدريس علومها
تم انتخاب الدكتور رضا سعيد لرئاسة المعهد الطبي العربي عام 1920

## تطور مجالات كلية الطب بعد الأستقلال
توسع المعهد الطبي العربي بعد جلاء الأستعمار الفرنسي 1946 من البلاد ليتحول إلى كلية الطب ومن فروعها الطب البشري، ليتم إصدار المرسوم التشريعي رقم 186 في عام 1963 الذي قضي بتأميم الكتب الجامعية وتنظيم تأليفها وطباعتها
أيضا في عام 1971 أعيد تنظيم الكلية بموجب المرسوم التنظيمي رقم (2364) وطبق النظام الفصلي في العام الدراسي 1971_1972
لاحقا تم افتتاح عدة مؤسسات طبية تابعة للكلية منها:

### مركز الطب النووي
تم أحدث مركز الطب النووي بتاريخ 26/9/1971 وهو مؤسسة علمية تقدم الخدمات العلاجية المجانية

### وحدة (الكلية الاصطناعية)
كما تم إحداث وحدة (الكلية الاصطناعية) وبدأ العمل فيها من 1/10/1973 بأربعة أجهزة طبية أصبحت الآن تزيد على العشرين حيث مهدت الوحدة الطريق أمام تأسيس مركز زرع الكلية الذي بدأ عمله في 31/10/1985 وقام بزرع ما يقرب من مائتي كلية منذ تأسيسه حتى الآن.

### مركز جراحة القلب
صدر القانون (51) بتاريخ 24/12/1974
القاضي بإحداث مركز جراحة القلب الذي فتح آفاق جديدة في مجال الجراحة المتطورة وأنعش آمال الآلاف من المرضى القلبيين الذين تتوقف حياتهم على وجود مؤسسة طبية من هذا النوع.

## البنية التحتية للكلية

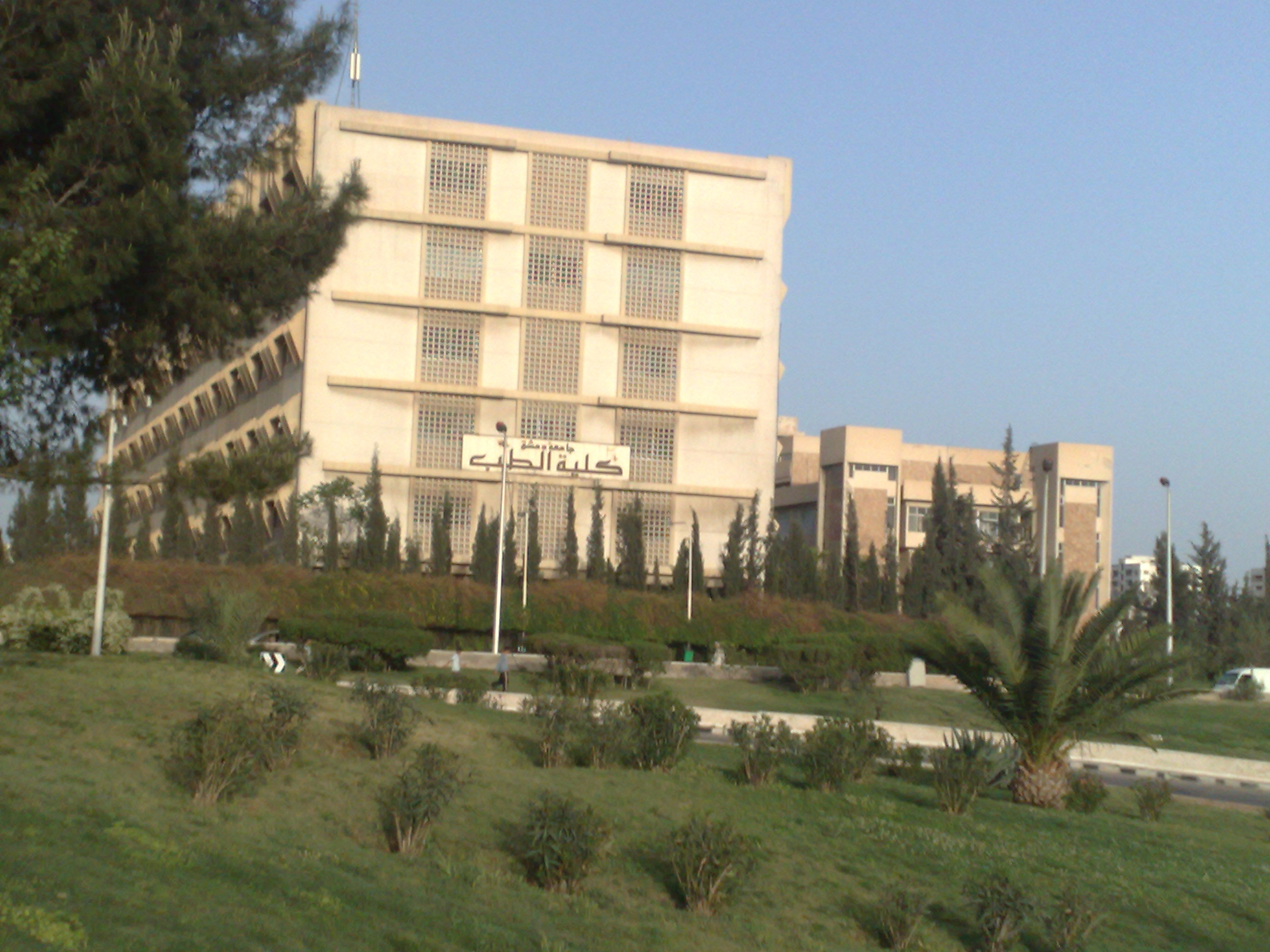
مبنى كلية الطب

تمتد كلية الطب على مساحة 25000 متر مربع وتتألف من عدة مبانٍ هي:
1. مبنى المخابر: حيث يدرس فيه الطلاب المواد الطبية بشكل عملي
2. مبنى المدرجات: حيث يدرس فيه الطلاب المواد الدراسية بشكل نظري
3. مبنى العمادة: حيث توجد فيه الدوائر الإدارية للكلية بالإضافة إلى مخبر التشريح ومكتبة الكلية

يتبع لهذه الكلية عدة مشافٍ جامعية لتخريج الطلاب وتعليمهم وإعطائهم مهارات العمل الحقيقية من هذه المشافي:مشفى الواساة الجامعي - مشفى الأسد الجامعي

## أقسام كلية الطب البشري
1. قسم النسج والتشريح والجنين
2. قسم أمراض العين وجراحتها
3. قسم الجراحة
4. قسم الأمراض الباطنة
5. قسم التوليد وأمراض النساء
6. قسم الطب الشرعي
7. قسم التخدير والإنعاش

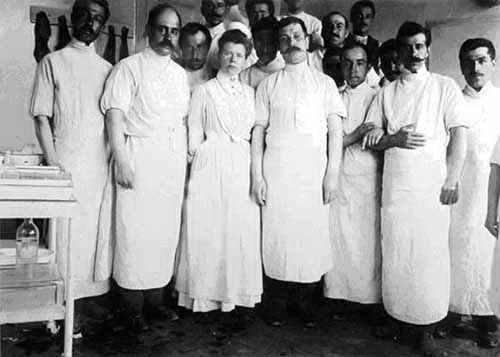
طلاب كلية الطب البشري في جامعة دمشق حوالي عام 1920

8. قسم التصوير الطبي والتشخيص الشعاعي
9. قســـم الأورام
10. قسم الأطفال
11. قسم الطب المخبري
12. قسم علم وظائف الأعضاء والأدوية
13. قسم الأمراض الجلدية
14. قسم طب الأسرة والمجتمع
15. قسم التشريح المرضي
16. قسم الأنف والأذن والحنجرة وجراحتها[2]

## عمداء الكلية[3]
- 1919 - 1923: الدكتور رضا سعيد
- 1932 - 1934: الدكتور سامي الساطي
- 1934 - 1936: الدكتور منيف العائدي
- 1936 - 1938: الدكتور مصطفى شوقي
- 1938 - 1946: الدكتور ميشيل شمندي
- 1946 - 1947: الدكتور حسني سبح
- 1947 - 1949: الدكتور مرشد خاطر
- 1949 - 1952: الدكتور أنسطاس شاهين
- 1952 - 1956: الدكتور شوكت قنواتي
- 1956 - 1964: الدكتور عزت مريدن
- 1964 - 1968: الدكتور منير شورى
- 1968 - 1973: الدكتور مدني الخيمي
- 1973 - 1979: الدكتور منير البيطار
- 1979 - 1980: الدكتور أحمد ديب دشاش
- 1980 - 1981: الدكتور كنعان الجابي
- 1982 - 1983: الدكتور زياد درويش
- 1983 - 1986: الدكتور جاك اسحق غزي
- 1986 - 1987: الدكتور محمد إياد الشطي
- 1992 - 2001: الدكتور هاني مرتضى
- 2001 - 2004: الدكتور محمد عدنان سومان
- 2004 - 2007: الدكتورة سلوى الشيخ
- 2007 - 2010: الدكتور صالح داوود
- 2012 - 2010: الدكتور فواز الأسعد
- 2012 - 2016: الدكتور صلاح شيخة
- 2016 - 2017: الدكتور حمود حامد
- 2017 - 2019: الدكتور محمد نبوغ العوا
- 2020 - 2023: الدكتور رائد أبو حرب
- 2023 - حتى الآن: الدكتور صبحي البحري